# Heinrich Schumacher (Priester)

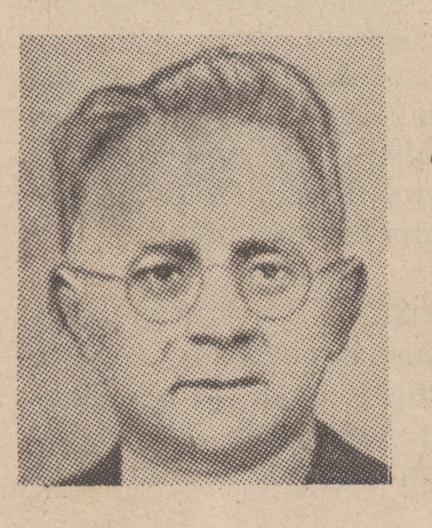
Heinrich Schumacher

Heinrich Schumacher (* 18. Januar 1883 auf dem Ripperterhof, einem zu dem nordpfälzischen Dorf Ramsen gehörenden Einzelgehöft; † 22. August 1949 in Gardenville, Buffalo, USA) war ein deutscher katholischer Priester der Diözese Speyer, der von 1913 bis zu seinem Tod als Professor für neutestamentliche Exegese und Patrologie an der Katholischen Universität von Amerika in Washington, D.C. lehrte.

## Leben und Werk
Heinrich Schumacher wurde auf dem abgelegenen Ripperterhof bei Ramsen geboren, besuchte das Gymnasium in Speyer und studierte Katholische Theologie in Innsbruck. Bischof Konrad von Busch weihte ihn am 28. Juli 1907 in Speyer zum Priester. Schumacher trat bereits am 2. September unter Rektor Ludwig Nagel das Amt des Konviktspräfekten am Bischöflichen Konvikt St. Joseph – von den Schülern auch scherzhaft der „Seppelskasten“ genannt – an.
Am 14. August 1911 ging der junge Priester als Kaplan nach Landau. Aufgrund seiner theologisch-wissenschaftlichen Begabung sandte man ihn 1912 zum Weiterstudium und zur Promotion an das Päpstliche Bibelinstitut nach Rom. Dort promovierte er in Theologie und wurde 1912 Vizerektor am Priesterkolleg der deutschen Nationalstiftung Santa Maria dell’Anima. William Turner, der spätere Bischof von Buffalo N.Y., mit dem Schumacher freundschaftlich verbunden war, holte ihn in die USA, wo er ab Herbst 1913 als Professor an der Katholischen Universität in Washington, D.C. lehrte. Seine Fachgebiete waren neutestamentliche Exegese, Patrologie und frühe Kirchengeschichte. Frucht seiner langjährigen Lehrtätigkeit waren mehrere theologische Bücher, die in Deutsch, Englisch und anderen Sprachen erschienen. Schumacher erlangte als Theologe und Kirchengeschichtler weltweite Bekanntheit. Der Nachruf konstatiert, dass er öfter zu Besuch in Deutschland weilte „wo er viele Freunde, bis hinauf zum ehemaligen bayerischen Königshaus besaß.“ Nach dem Zweiten Weltkrieg habe er der alten Heimat materiell aus Amerika sehr viel geholfen.
Im Februar 1949 erkrankte der Geistliche an einem Krebsleiden und er starb – nach schwerem Krankenlager – ½ Jahr später daran. Seine letzte Ruhestätte fand er auf einem Priesterfriedhof in Buffalo. Am Trauergottesdienst nahmen u. a. zwei Bischöfe, mehrere Universitätsprofessoren und 88 weitere Priester teil. Seine Heimatdiözese Speyer widmete ihm 1949 einen ausführlichen Nachruf in der Bistumszeitung „Der Pilger“, ebenso im Pilger-Kalender 1951 (Jahrbuch des Bistums). Heinrich Schumacher hat auch einen Eintrag im „Lexikon Pfälzer Persönlichkeiten“ von Viktor Carl.

## Veröffentlichungen (Auswahl)
- Die Selbstoffenbarung Jesu bei Mat 11, 27 (Luc 10, 22) – eine kritisch-exegetische Untersuchung., Herder Verlag, Freiburg im Breisgau, St. Louis, USA, 1912.
- Christus in seiner Präexistenz und Kenose nach Phil 2, 5-8., Verlag des Päpstl. Bibelinstituts, Distributor in U.S.A., Loyola University Press, Chicago, 1914.
- A Handbook of Scripture Study, Herder Book Co., St. Louis, Mo. And London, 1922.
- Das Ehe-Ideal des Apostels Paulus, Max Hueber Verlag (München), 1932.
- Kraft der Urkirche – Das neue Leben nach den Dokumenten der ersten zwei Jahrhunderte, Herder Verlag, Freiburg, 1934.
- Social Message of the New Testament, The Bruce publishing company, Milwaukee, USA, 1937.